# Pedro Íñiguez Landa

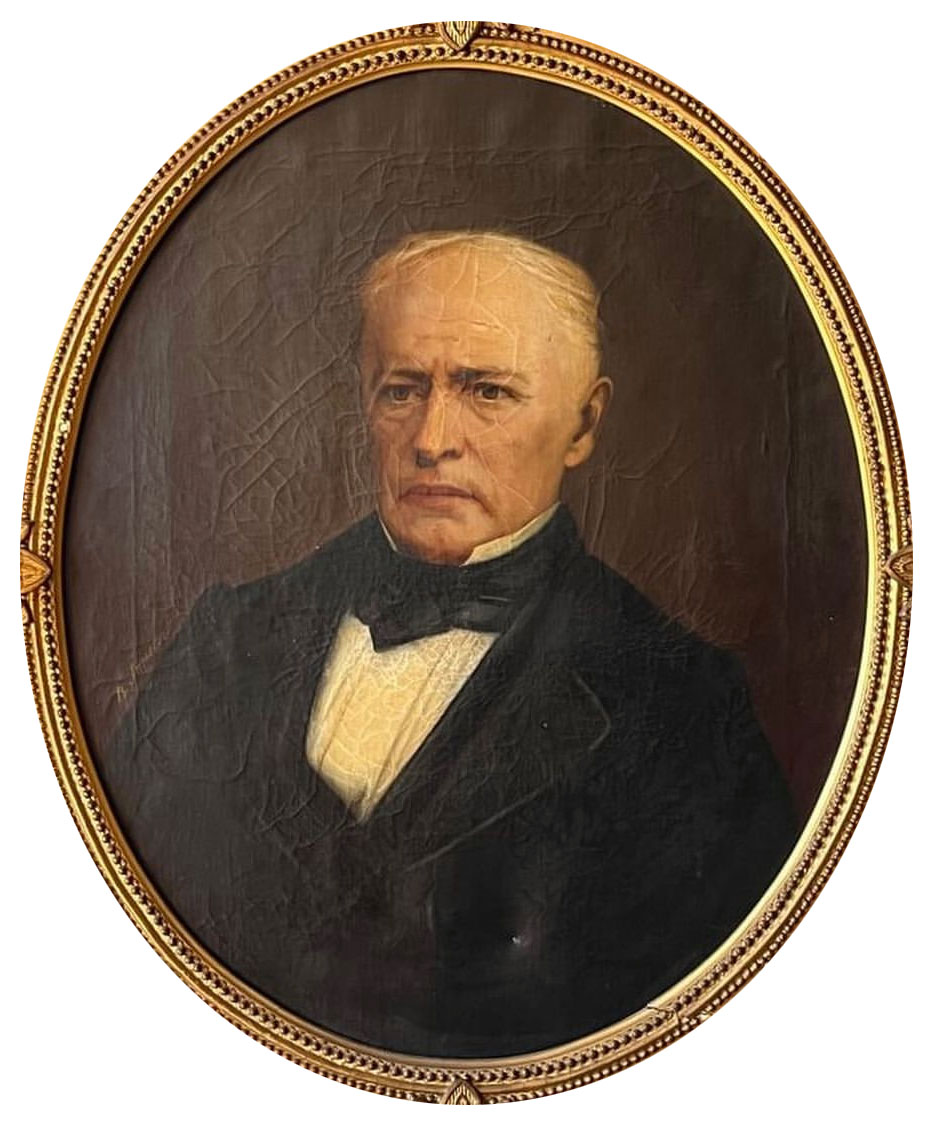
Retrato de Pedro Felipe Íñiguez Landa hacia el año 1865 realizado por Bernardo Janson

Pedro Felipe Íñiguez Landa; político y comerciante chileno. Nació en Santiago, el 25 de agosto de 1797. Falleció en la misma ciudad, en 1867. Hijo de don Santiago Íñiguez González y de doña María del Carmen Landa y Vivar. Se casó con Ignacia Vicuña Aguirre.
Desde muy joven se dedicó al comercio, junto a su hermano Vicente y su primo Juan Vicente de Mira Íñiguez, tuvo un barco, con el cual traían y llevaban mercancías entre puertos peruanos y chilenos. Comerciaban además con Centroamérica y Brasil.
En 1830 se asentó en Chile, dedicándose a la agricultura en la Provincia de Coquimbo, luego compró una hacienda en Valparaíso y otras viñas en Colchagua, teniendo vastas tierras y sus productos le servían para sus negocios de exportación.
Militaba en el Partido Liberal, y fue elegido Diputado por La Serena en 1837, por Ovalle en 1840 y por Petorca en 1843. Ocupó la Vicepresidencia de la Cámara de Diputados en 1834-1835 y en 1842. Durante estos tres períodos legislativos integró la Comisión permanente de Hacienda y de Constitución y Legislación.